# Баблер суматранський
Ба́блер суматранський (Pellorneum buettikoferi) — вид горобцеподібних птахів родини Pellorneidae. Ендемік Індонезії. Раніше вважався підвидом вохристого баблера.

## Поширення і екологія
Суматранські баблери є ендеміками Суматри. Вони живуть у вологих рівнинних і гірських тропічних лісах. Зустрічаються на висоті до 900 м над рівнем моря.

## Збереження
МСОП класифікує стан збереження цього виду як близький до загрозливого. Суматранські баблери є рідкісними птахами, яким загрожує знищення природного середовища.